# Weltanschauung
Weltanschauung /vɛlt.ʔanˌʃaʊ.ʊŋ/  est un terme allemand communément traduit par « conception du monde ». Il est constitué de Welt (« monde ») et Anschauung (« vision, opinion, représentation »).
Introduit par Kant au sens cosmique d'« image du monde » (Weltbild), il a pris son sens actuel de conception ou de « vision du monde » depuis le romantisme, quand la notion de « monde » s'est trouvée centrée sur l'homme et son rapport au monde.
Le concept a fait l'objet de débats et de critiques et joue un rôle important au XXe siècle  . 

## Histoire et définition du concept
Le Dictionnaire des concepts philosophiques signale l'emploi intensif de Weltanschauung dans les textes des sciences humaines ; cependant, seule la philosophie allemande en a développé des emplois disciplinaires.

### Introduction du terme chez Kant
Introduit par Emmanuel Kant, le mot a d'abord eu en cosmologie la signification de Weltbild, « image du monde ». En ce sens, la Weltanschauung est un « ensemble de représentations de l'univers, de sa structure et de son évolution, de ses constituants essentiels et de leurs combinaisons ». D'après Philippe Fritsch, il en allait déjà ainsi des diverses cosmogonies systématisées par les philosophes présocratiques.
Dans la Critique de la faculté de juger § 26, Kant définit la notion de Weltanschauung comme « l'intuition d'un tout, ouvrant sur une idée du monde à laquelle ne correspond aucune connaissance théorique ».
Selon Éric Weil, la Critique de la raison pure opposait déjà l'« intuition » (Anschauung) à la « représentation » : « saisir en un instant tout un ensemble, d'un seul regard et immédiatement, c'est-à-dire sans recourir à la médiation du raisonnement, c'est là une manière de connaître les choses et les êtres, tout autre que de se les représenter », souligne Philippe Fritsch.

### Depuis le romantisme
C'est depuis le romantisme que la notion de Weltanschauung est utilisée « dans son sens actuel de conception ou de vision du monde ». Un glissement sémantique s'est, semble-t-il, opéré par « modification de l'objet » en même temps que par « changement du mode de connaissance ». L'objet, le monde dans sa totalité, devient une abstraction, « l'essence du monde en quelque sorte », et la centration est désormais sur l'homme, sa place dans le monde et son rapport au monde.

### AuXXesiècle
Le titre allemand de nombreux ouvrages du XXe siècle inclut le mot « Weltanschauung », comme Die Typen der Weltanschauung, de Wilhelm Dilthey (1911), et Psychologie der Weltanschauungen de Karl Jaspers (1919). « La question fut alors posée de savoir si la philosophie en général pouvait être considérée comme une conception du monde, et à l'inverse si toute conception du monde était l'équivalent d'une philosophie. »
Le concept joue un rôle important « dans l'auto-définition de la philosophie en Allemagne dans les trente premières années du XXe siècle ».
En psychologie analytique, le psychiatre suisse Carl Gustav Jung consacre en 1931 tout un essai à cette notion.

« Le mot allemand Weltanschauung n'est guère traduisible en une autre langue […] : il désigne non seulement une conception du monde mais aussi la manière dont on conçoit le monde. Il y a certes quelque chose de semblable dans le mot « philosophie » [mais celui-ci est] plus restreint intellectuellement, tandis que le mot Weltanschauung englobe tous les genres d'attitude, y compris l'attitude philosophique. C'est ainsi qu'il y a des Weltanschauungen esthétique, religieuse, idéaliste, romantique, pratique, pour n'en citer que quelques-unes. En, ce sens, la notion de Weltanschauung se rapproche beaucoup de la notion d'attitude. On peut donc dire que la Weltanschauung est une attitude exprimée sous la forme de concepts. Or que faut-il entendre par « attitude » ? L'attitude est une notion psychologique désignant une certaine ordonnance des contenus psychiques orientée vers un but ou par ce qu'on appelle une représentation principale. […]
Toute conscience supérieure conditionne la Weltanschauung. Toute conscience de raisons et d'intentions est déjà Weltanschauung en germe. Tout accroissement de connaissance et d'expérience est un pas de plus vers son développement. Et en même temps qu'il crée une image du monde, l'homme qui pense se transforme lui-même.
Avoir une Weltanschauung, c'est (en effet) se former (simultanément) une image du monde et de soi-même, savoir ce qu'est le monde et savoir ce que l'on est. […] Cette meilleure connaissance possible exige du savoir et a horreur des présuppositions gratuites, des affirmations arbitraires, des opinions d'autorité. Elle cherche au contraire des hypothèses solidement fondées, sans oublier jamais que tout savoir est borné et sujet à l'erreur. […] Toute Weltanschauung a une singulière tendance à se considérer comme la vérité dernière sur l'univers, alors qu'elle n'est qu'un nom que nous donnons aux choses. […] Une Weltanschauung, c'est une hypothèse et non un article de foi. »

Le philosophe français Guy Debord utilise cette notion en 1967 dans La Société du spectacle :

« Le spectacle ne peut être compris comme l'abus d'un monde de la vision, le produit des techniques de diffusion massive des images. Il est bien plutôt une Weltanschauung devenue effective, matériellement traduite. C'est une vision du monde qui s'est objectivée. »

## Critique et limites

### Critique hégélienne
Hegel donne l'une des critiques les plus précises de la Weltanschauung. Il opposait à sa propre époque un « absolu », absolu qui lui a permis de critiquer son temps, d'en découvrir les modalités et même de prétendre en décrire un avenir : c'est l'absolu en soi, où la pensée en est à un tel état d'elle-même qu'elle en devient dynamique, qu'elle trouve sa réalisation dans le monde qu'elle crée quand elle le pense[réf. souhaitée].

### Critique matérialiste
La critique de Karl Marx en vient à « remettre le monde [et son mode d'approche par la pensée : la dialectique historique] sur ses pieds », c’est-à-dire à renverser la dialectique hégélienne de manière à faire de l'humain, non plus le réalisateur de la pensée pour la pensée, mais le réalisateur du monde pour l'être humain, de l'être humain pour l'être humain. « La critique a effeuillé les fleurs imaginaires qui couvraient la chaîne, non pas pour que l'homme porte la chaîne prosaïque et désolante, mais pour qu'il secoue la chaîne et cueille la fleur vivante. La critique de la religion désillusionne l'homme, pour qu'il pense, agisse, forme sa réalité comme un homme désillusionné, devenu raisonnable, pour qu'il se meuve autour de lui et par suite autour de son véritable soleil. La religion n'est que le soleil illusoire qui se meut autour de l'homme, tant qu'il ne se meut pas autour de lui-même. »

### Débat entre Dilthey et Husserl
Guillaume Fagniez évoque le débat entre Wilhelm Dilthey et Edmund Husserl en 1911, qui aurait marqué le point culminant de l'omniprésence de la Weltanschauung. Husserl rejetait la prétention de la Weltanschauung, « cette fille du scepticisme historique, » à se définir comme philosophie, affirmant « elle n'est pas en mesure (…) de satisfaire à l'exigence de validité absolue et intemporelle de la science philosophique ».

### Critique heideggerienne
Martin Heidegger dans un texte intitulé « Die Zeit des Weltbildes » (« L'Époque des conceptions du monde »), récuse la philosophie des Weltanschauungen qui, à la manière de Karl Jaspers, se contentent d'établir superficiellement une typologie des attitudes, ne permettant en aucun cas d'en comprendre, selon Jean Greisch, le sens. Pour Heidegger, « la Weltanschauung est en elle-même, interruption, conclusion, fin de système, elle est étrangère à la philosophie qui en tant qu'elle est immersion absolue dans la vie comme telle ne trouve jamais de conclusion ».

### Critique freudienne
Dans la trente-cinquième et dernière de ses Nouvelles Conférences d'introduction à la psychanalyse, « Sur une Weltanschauung » (1933), Sigmund Freud définit de son côté la Weltanschauung comme « une construction intellectuelle qui résout de façon unitaire tous les problèmes de notre existence à partir d'une hypothèse subsumante, dans laquelle par conséquent aucune question ne reste ouverte, et où tout ce qui retient notre intérêt trouve sa place déterminée ». Selon Sol Aparicio, il refuse de construire la psychanalyse de cette manière : « Y aurait-il une vision psychanalytique du monde ? Non, répond-il, en situant résolument la psychanalyse du côté de la science. »